# Crenichthys
Crenichthys är ett släkte av fiskar. Crenichthys ingår i familjen Goodeidae.
Kladogram enligt Catalogue of Life:
| Crenichthys | \| \| Crenichthys baileyi \| \| \| \| \| \| Crenichthys nevadae \| \| \| \| |
|             | \| \| Crenichthys baileyi \| \| \| \| \| \| Crenichthys nevadae \| \| \| \| |
|             | Allodontichthys                                                             |
|             |                                                                             |
|             | Alloophorus                                                                 |
|             |                                                                             |
|             | Allotoca                                                                    |
|             |                                                                             |
|             | Ameca                                                                       |
|             |                                                                             |
|             | Ataeniobius                                                                 |
|             |                                                                             |
|             | Chapalichthys                                                               |
|             |                                                                             |
|             | Characodon                                                                  |
|             |                                                                             |
|             | Empetrichthys                                                               |
|             |                                                                             |
|             | Girardinichthys                                                             |
|             |                                                                             |
|             | Goodea                                                                      |
|             |                                                                             |
|             | Hubbsina                                                                    |
|             |                                                                             |
|             | Ilyodon                                                                     |
|             |                                                                             |
|             | Skiffia                                                                     |
|             |                                                                             |
|             | Xenoophorus                                                                 |
|             |                                                                             |
|             | Xenotaenia                                                                  |
|             |                                                                             |
|             | Xenotoca                                                                    |
|             |                                                                             |
|             | Zoogoneticus                                                                |
|             |                                                                             |
|             | Crenichthys baileyi                                                         |
|             |                                                                             |
|             | Crenichthys nevadae                                                         |
|             |                                                                             |

|  | Crenichthys baileyi |
|  |                     |
|  | Crenichthys nevadae |
|  |                     |